# 에일린 워노스
아일린 캐럴 워노스(영어: Aileen Carol Wuornos, 영어 발음: /aɪˈlin/, 1956년 2월 28일 ~ 2002년 10월 9일)는 미국의 연쇄 살인범이다. 1989년부터 1990년에 걸쳐 플로리다주에서 7명의 남성을 살해했다. 6건의 사형 선고를 받고 2002년에 약물 주사에 의해 사형이 집행되었다.

## 생애
워노스는 1956년 2월 29일 미시간주 로체스터에서 아일린 캐럴 피트먼으로 태어났다. 그녀의 핀란드계 미국인 어머니 다이앤 워노스(1939년 출생)는 1954년 6월 3일 아일린의 영국계 미국인 아버지, 16세의 리오 데일 피트먼(1937년 ~ 1969년)과 결혼했을 때 14살이었다. 아일린의 오빠 키스는 1955년 3월 14일에 태어났다. 결혼한지 2년도 채 되지 않았으며 아일린이 태어나기 2개월 전 다이앤은 이혼을 신청했다.
워노스는 아버지를 만나본 적이 없다. 리오 데일 피트먼은 1967년 7세 여아를 납치, 강간한 죄로 종신형을 받았다. 그는 조현병 진단을 받았으며, 1969년 1월 30일 감옥에 목을 매 자살하였다. 워노스가 만 4살이 되던 1960년 1월, 다이앤은 아이들을 알코올 중독자인 아이들의 외조부모 라우리, 브리타 워노스에게 버려버렸다. 외조부모는 1960년 3월 18일 키스와 아일린을 합법적으로 입양하였다. 11살 때 워노스는 학교에서 담배, 마약, 음식과 교환하는 조건으로 성행위를 하기 시작했다.

## 아일린 워노스를 다룬 작품
- 2003년 몬스터

## 같이 보기
- 존 웨인 게이시
- 테드 번디
- 윌리엄 보닌
- 제프리 다머
- 티머시 맥베이
- 찰스 맨슨